# Ludwig Maria Paly
 Ludwig Maria Paly OP (* 19. Mai 1896 als Nikolaus Modest Paly in Sumvitg, Kanton Graubünden; † 3. August 1933 in der Provinz Fujian, China) war ein Schweizer Dominikaner, Missionar, und Märtyrer.

## Leben
Nikolaus Modest Paly, unter dessen 8 Geschwistern mehrere Religiosen wurden, besuchte ab 1909 die Schule im Kloster Disentis. Die Maturaprüfung legte er 1916 im Kollegium Maria Hilf in Schwyz ab. Kurz darauf trat er in Chur in das Priesterseminar ein. Durch die Dominikanerinnen von Kloster Ilanz, unter denen sich drei seiner Schwestern befanden, kam er in Kontakt mit den Dominikanern von Köln und trat in das Dominikanerkloster Köln ein. Am 10. Oktober 1917 begann er das Noviziat unter dem Ordensnamen Ludwig (nach Luis Beltrán). Er hatte Benedikt Momme Nissen zum Mitbruder. Er legte die Einfache Profess am 10. Oktober 1918 und die Ewige Profess drei Jahre später ab. Am 13. August 1922 wurde er im Kölner Dom zum Priester geweiht. Noch im selben Jahr reiste er in die dominikanische China-Mission in der Provinz Fujian. Er kam am 26. Januar 1923 in Shantou an und reiste über Shanghang nach Wuping weiter, wo er zunächst die Sprache lernen musste. Im Kontext der Kämpfe zwischen der chinesischen Nationalregierung und den Kommunisten gestaltete sich die Missionsarbeit schwierig. Er musste mehrfach fliehen oder sich verstecken. Schließlich wurde er von den Kommunisten gefangen genommen, als Geisel mitgeführt und Anfang August 1933 ermordet.

## Gedenken
Die Römisch-katholische Kirche in Deutschland hat Pater Ludwig Maria Paly als Märtyrer in das deutsche Martyrologium des 20. Jahrhunderts aufgenommen.